# لامپادن
لامپادن (به آلمانی: Lampaden) یک شهر در آلمان است که در تریر-زاربورگ واقع شده‌است. لامپادن ۵۳۴ نفر جمعیت دارد.